# アリソン・ノエル
アリソン・ノエル（Alyson Noël、1965年12月3日 - ）は、アメリカ合衆国の小説家。カリフォルニア州ラグナ・ビーチ出身。

## 経歴
カリフォルニア州ラグナ・ビーチに3人姉妹の末っ子として生まれ、オレンジ郡で育ち、地元のリチャード・ニクソン小学校に2年通った。両親は後に離婚した。トロイ高校退学後、ギリシャのミコノス島に住んだ。その後、ニューヨーク・マンハッタンへ移り、デルタ航空にフライトアテンダントとして勤務した。このほか、ベビーシッター、デパートの販売員、オフィスマネージャー、ジュエリー製作、ホテルのフロントクラークなど数々の職業を転々とした。小学6年生の時にジュディ・ブルームの"Are You There God? It's Me, Margaret." を読んで作家になりたいと思った。処女作"Faking 19" は、現代のティーンのライフスタイルを描いたヤングアダルト作品である。現在は故郷のラグナ・ビーチに住んでいる。
2011年3月28日、「不死人夜想曲」シリーズと"Riley Bloom" シリーズの映像化の権利をサミット・エンターテインメントが得たことを発表した。2012年6月28日には、"Soul Seekers" シリーズの権利をチェイニー・エンタープライズが入手したことをTwitterで明かした。

## 作品リスト

### 不死人夜想曲シリーズ
| # | 邦題             | 原題        | 刊行年月   | 刊行年月   | 訳者       | 出版社             |
| - | ---------------- | ----------- | ---------- | ---------- | ---------- | ------------------ |
| 1 | 漆黒のエンジェル | Evermore    | 2009年2月  | 2012年10月 | 堀川志野舞 | ヴィレッジブックス |
| 2 | 蒼月のライアー   | Blue Moon   | 2009年7月  | 2013年4月  | 堀川志野舞 | ヴィレッジブックス |
| 3 | 翡翠のクローザー | Shadowland  | 2009年11月 | 2013年10月 | 堀川志野舞 | ヴィレッジブックス |
| 4 |                  | Dark Flame  | 2010年6月  |            |            |                    |
| 5 |                  | Night Star  | 2010年11月 |            |            |                    |
| 6 |                  | Everlasting | 2011年6月  |            |            |                    |

### The Riley Bloom シリーズ
「不死人夜想曲」シリーズのスピンオフ作品。
1. Radiance (2010.8)
2. Shimmer (2011.3)
3. Dreamland (2011.9)
4. Whisper (2012.4)

### The Soul Seekers シリーズ
1. Fated (2012.5)
2. Echo (2012.11)
3. Mystic (2013.5)
4. Horizon (2013.11)

### The Beautiful Idol シリーズ
| # | 邦題       | 原題      | 刊行年月  | 刊行年月  | 訳者     | 出版社                     |
| - | ---------- | --------- | --------- | --------- | -------- | -------------------------- |
| 1 | 見えざる敵 | Unrivaled | 2016年5月 | 2016年5月 | 田辺千幸 | ハーパーコリンズ・ジャパン |

### その他
- Faking 19 (2005.3)
- Art Geeks and Prom Queens (2005.9)
- Laguna Cove (2006.7)
- Fly Me to the Moon (2006.12)
- Kiss & Blog (2007.5)
- Saving Zoë (2007.9)
- Cruel Summer (2008.5)
- Forever Summer (2011.4) - Laguna Cove とCruel Summerの合本
- Keeping Secrets (2012.6) - Faking 19 とSaving Zoë の合本
- Five Days of Famous (2016.12)〈予定〉

### アンソロジー
- Tattooed Love Boys (2007) – "First Kiss (Then Tell)" に収録
- Bring Me Back to Life (2010) – "Kisses from Hell" に収録
- Silent All These Years (2011) – "Dear Bully" に収録